# Distrito de Lugano
El distrito de Lugano (antiguamente en alemán Landvogtei Lauis) es uno de los ocho distritos del cantón del Tesino, además de ser el más poblado del cantón, con más de 140.000 habitantes. 

## Geografía
Limita al norte con el distrito de Bellinzona, al este con la provincia de Como (IT-25), al sur con el distrito de Mendrisio, al oeste con la provincia de Varese (IT-25), y al noroeste con el distrito de Locarno.
La capital del distrito es Lugano.

## Comunas
| Circolo d'Agno | Circolo d'Agno         | Circolo d'Agno    | Circolo d'Agno |
| Comuna         | Población (31.12.2014) | Superficie en km² |                |
| -------------- | ---------------------- | ----------------- | -------------- |
| Agno           | 4380                   | 2.5               |                |
| Bioggio7,10    | 2571                   | 6.0               |                |
| Cademario      | 745                    | 3.9               |                |
| Muzzano        | 839                    | 1.6               |                |
| Vernate        | 581                    | 1.5               |                |

| Circolo di Breno | Circolo di Breno       | Circolo di Breno  | Circolo di Breno |
| Comuna           | Población (31.12.2014) | Superficie en km² |                  |
| ---------------- | ---------------------- | ----------------- | ---------------- |
| Alto Malcantone  | 1400                   | 22.1              |                  |
| Aranno           | 340                    | 2.6               |                  |
| Miglieglia       | 307                    | 5.1               |                  |
| Novaggio         | 819                    | 4.4               |                  |

| Circolo de Capriasca | Circolo de Capriasca   | Circolo de Capriasca | Circolo de Capriasca |
| Comuna               | Población (31.12.2014) | Superficie en km²    |                      |
| -------------------- | ---------------------- | -------------------- | -------------------- |
| Capriasca4,9         | 6493                   | 35.2*                |                      |
| Origlio              | 1461                   | 2.1                  |                      |
| Ponte Capriasca      | 1860                   | 6.2                  |                      |

| Circolo di Carona | Circolo di Carona      | Circolo di Carona | Circolo di Carona |
| Comuna            | Población (31.12.2014) | Superficie en km² |                   |
| ----------------- | ---------------------- | ----------------- | ----------------- |
| Carabietta        | Parámetro no válido    | 0.4               |                   |
| Carona            | Parámetro no válido    | 4.8               |                   |
| Collina d'Oro6    | 4670                   | 6.0               |                   |
| Grancia           | 524                    | 0.6               |                   |
| Melide            | 1779                   | 1.7               |                   |
| Morcote           | 731                    | 2.8               |                   |
| Paradiso          | 4038                   | 0.9               |                   |
| Vico Morcote      | 378                    | 1.9               |                   |

| Circolo del Ceresio | Circolo del Ceresio    | Circolo del Ceresio | Circolo del Ceresio |
| Comuna              | Población (31.12.2014) | Superficie en km²   |                     |
| ------------------- | ---------------------- | ------------------- | ------------------- |
| Arogno              | 1010                   | 8.6                 |                     |
| Bissone             | 893                    | 1.8                 |                     |
| Brusino Arsizio     | 489                    | 5.8                 |                     |
| Maroggia            | 597                    | 4.1                 |                     |
| Melano              | 1435                   | 4.7                 |                     |
| Rovio               | 789                    | 5.5                 |                     |

| Circolo di Lugano | Circolo di Lugano      | Circolo di Lugano | Circolo di Lugano |
| Comuna            | Población (31.12.2014) | Superficie en km² |                   |
| ----------------- | ---------------------- | ----------------- | ----------------- |
| Lugano1,5,11      | 63 668                 | 32.1              |                   |

| Circolo della Magliasina | Circolo della Magliasina | Circolo della Magliasina | Circolo della Magliasina |
| Comuna                   | Población (31.12.2014)   | Superficie en km²        |                          |
| ------------------------ | ------------------------ | ------------------------ | ------------------------ |
| Caslano                  | 4296                     | 2.8                      |                          |
| Curio                    | 559                      | 2.9                      |                          |
| Magliaso                 | 1516                     | 1.1                      |                          |
| Neggio                   | 334                      | 0.9                      |                          |
| Ponte Tresa              | 796                      | 0.3                      |                          |
| Pura                     | 1436                     | 3.1                      |                          |

| Circolo di Sessa | Circolo di Sessa       | Circolo di Sessa  | Circolo di Sessa |
| Comuna           | Población (31.12.2014) | Superficie en km² |                  |
| ---------------- | ---------------------- | ----------------- | ---------------- |
| Astano           | 306                    | 3.8               |                  |
| Bedigliora       | 637                    | 2.5               |                  |
| Croglio2         | 900                    | 4.4               |                  |
| Monteggio        | 895                    | 3.4               |                  |
| Sessa            | 682                    | 2.8               |                  |

| Circolo di Sonvico | Circolo di Sonvico     | Circolo di Sonvico | Circolo di Sonvico |
| Comuna             | Población (31.12.2014) | Superficie en km²  |                    |
| ------------------ | ---------------------- | ------------------ | ------------------ |
| Bogno              | Parámetro no válido    | 4.2                |                    |
| Cadro              | Parámetro no válido    | 4.5                |                    |
| Certara            | Parámetro no válido    | 2.7                |                    |
| Cimadera           | Parámetro no válido    | 5.2                |                    |
| Sonvico            | Parámetro no válido    | 11.1               |                    |
| Valcolla3          | Parámetro no válido    | 11.3               |                    |

| Circolo di Taverne | Circolo di Taverne     | Circolo di Taverne | Circolo di Taverne |
| Comuna             | Población (31.12.2014) | Superficie en km²  |                    |
| ------------------ | ---------------------- | ------------------ | ------------------ |
| Bedano             | 1533                   | 1.9                |                    |
| Gravesano          | 1277                   | 0.6                |                    |
| Manno              | 1303                   | 2.4                |                    |
| Mezzovico-Vira     | 1334                   | 10.2               |                    |
| Monteceneri12      | 4607                   | 37.0               |                    |
| Torricella-Taverne | 3071                   | 5.2                |                    |

| Circolo di Vezia | Circolo di Vezia       | Circolo di Vezia  | Circolo di Vezia |
| Comuna           | Población (31.12.2014) | Superficie en km² |                  |
| ---------------- | ---------------------- | ----------------- | ---------------- |
| Cadempino        | 1534                   | 0.8               |                  |
| Canobbio         | 2113                   | 1.3               |                  |
| Comano           | 2091                   | 2.0               |                  |
| Cureglia         | 1316                   | 1.1               |                  |
| Lamone           | 1777                   | 1.8               |                  |
| Massagno         | 6121                   | 0.7               |                  |
| Porza            | 1623                   | 1.6               |                  |
| Savosa           | 2205                   | 0.7               |                  |
| Sorengo          | 1928                   | 0.9               |                  |
| Vezia            | 1961                   | 1.4               |                  |

### Modificaciones
- 114 de diciembre de 1971: Reunión de las comunas de Brè-Aldesago y Castagnola en la ciudad de Lugano.
- 226 de noviembre de 1974: Fusión de las comunas de Croglio-Castelrotto y Biogno-Beride en la nueva comuna de Croglio.
- 315 de octubre de 1956: Fusión de las comunas de Colla, Insone, Scareglia, Signôra y Piandera en la nueva comuna de Valcolla.
- 46 de junio de 2000: Fusión de las comunas de Tesserete, Cagiallo, Sala Capriasca, Lopagno, Roveredo Capriasca y Vaglio en la nueva comuna de Capriasca.
- 58 de octubre de 2003: Reunión de las comunas de Breganzona, Cureggia, Davesco-Soragno, Gandria, Pambio-Noranco, Pazzallo, Pregassona y Viganello en la ciudad de Lugano.
- 63 de noviembre de 2003: Fusión de las comunas de Agra, Gentilino y Montagnola en la nueva comuna de Collina d'Oro.
- 73 de noviembre de 2003: Reunión de las comunas de Bosco Luganese y Cimo con la comuna de Bioggio.
- 813 de marzo de 2005: Fusión de las comunas de Arosio, Breno, Fescoggia, Mugena y Vezio en la nueva comuna de Alto Malcantone.
- 920 de abril de 2008: Reunión de las comunas de Bidogno, Corticiasca y Lugaggia con la comuna de Capriasca.
- 1020 de abril de 2008: Reunión de la comuna de Iseo con la comuna de Bioggio.
- 1120 de abril de 2008: Reunión de las comunas de Barbengo, Carabbia y Villa Luganese con la ciudad de Lugano.
- 1221 de noviembre de 2010: Fusión de las comunas de Bironico, Camignolo, Medeglia, Rivera y Sigirino → Monteceneri.

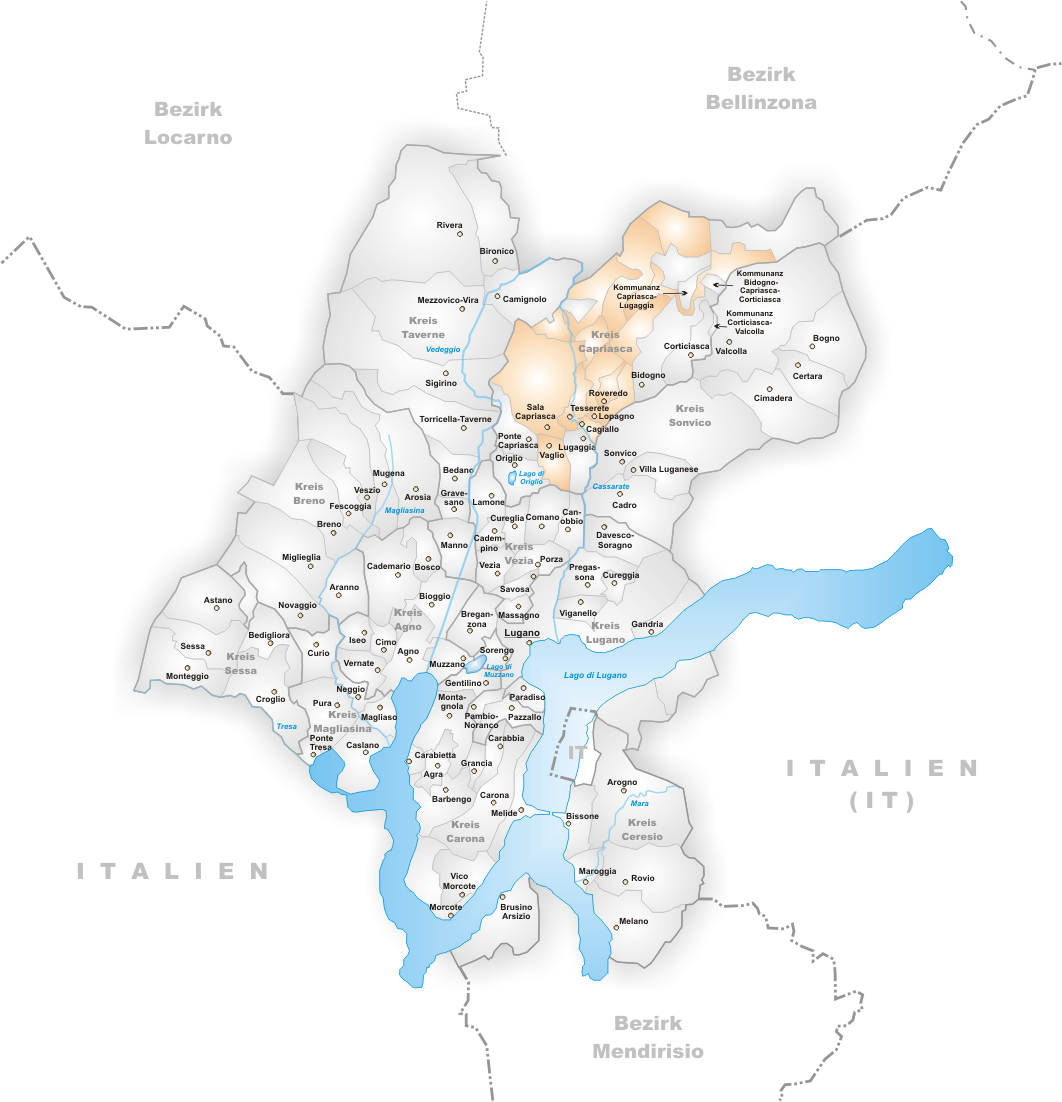
Comunas hasta 2001
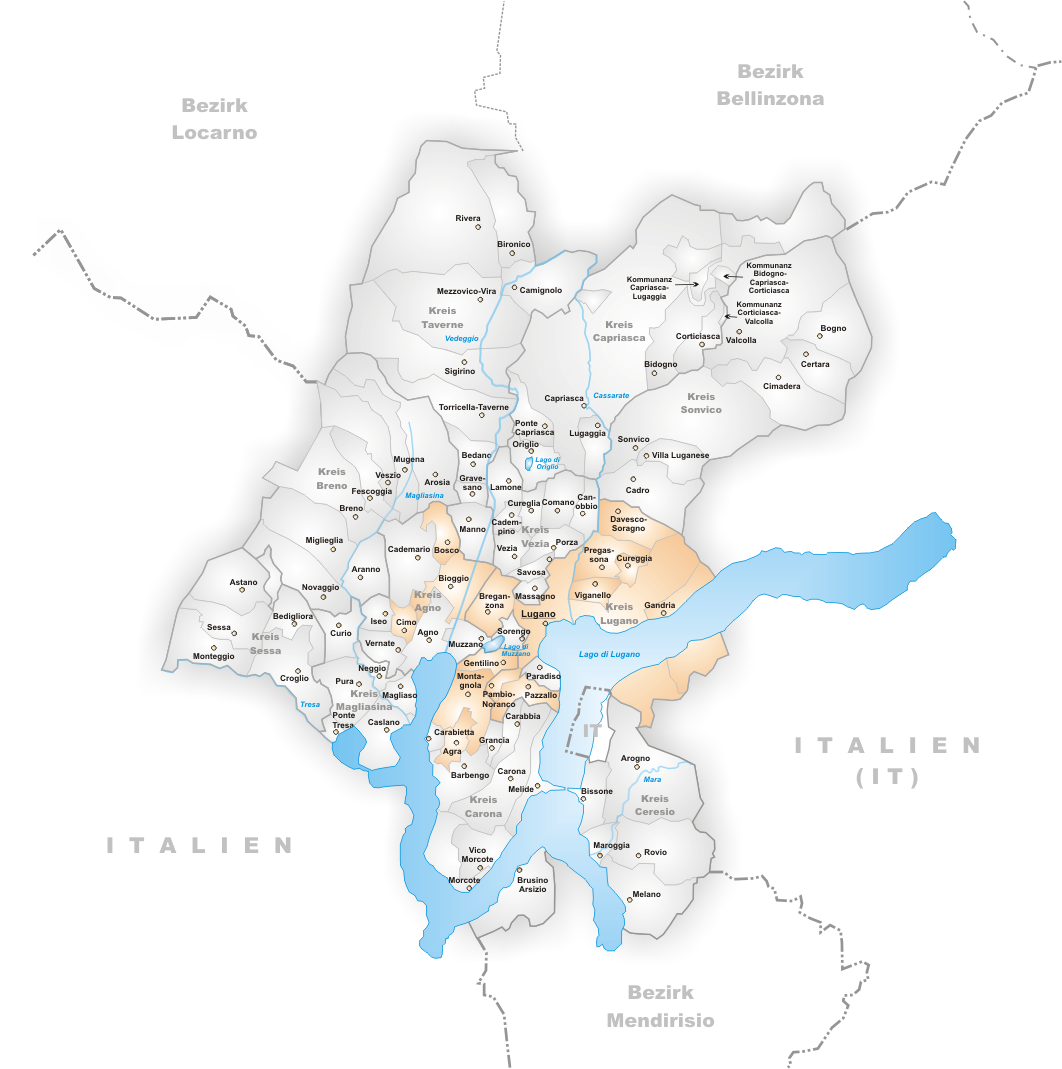
Comunas hasta 2003
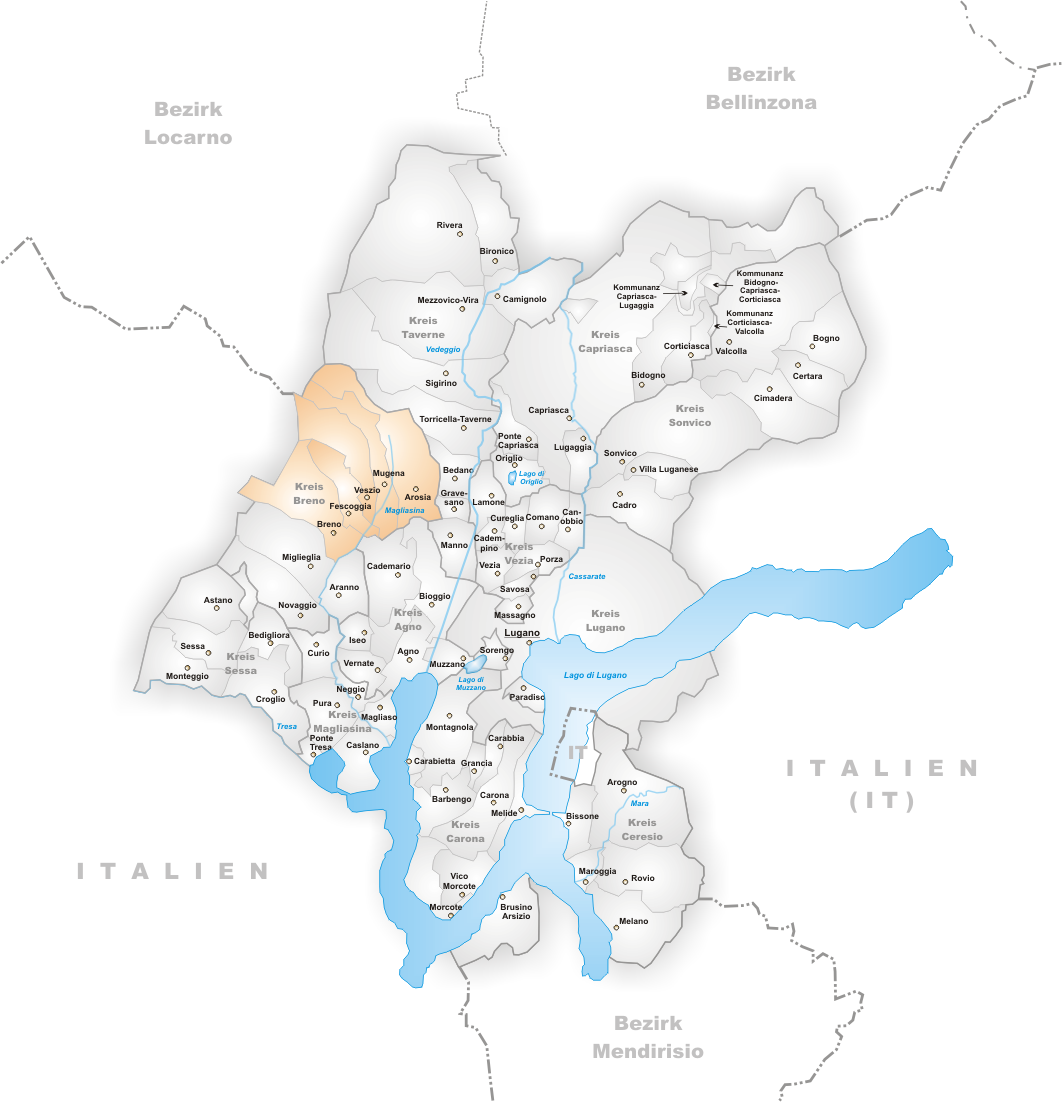
Comunas hasta 2004
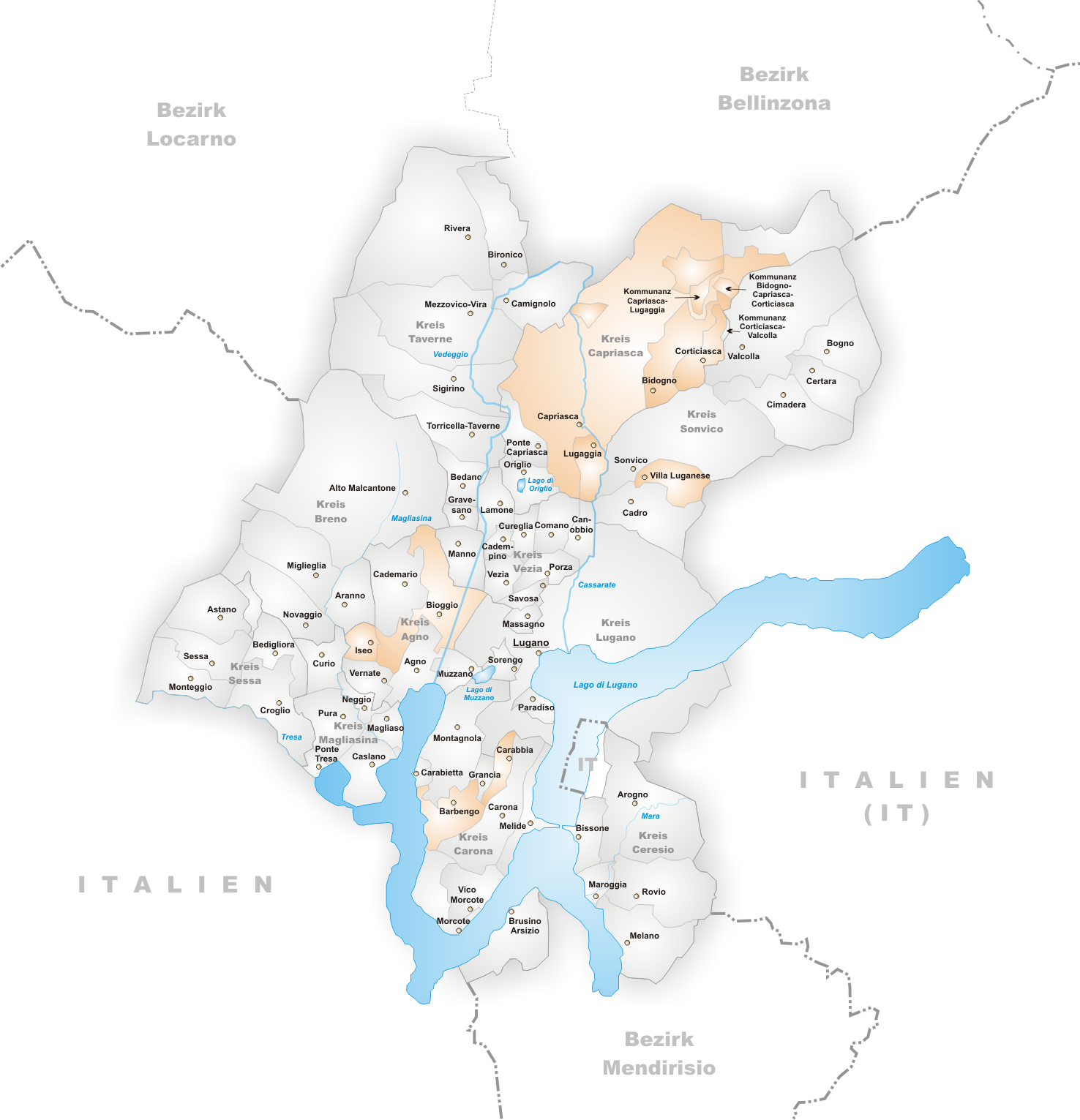
Comunas hasta 2008
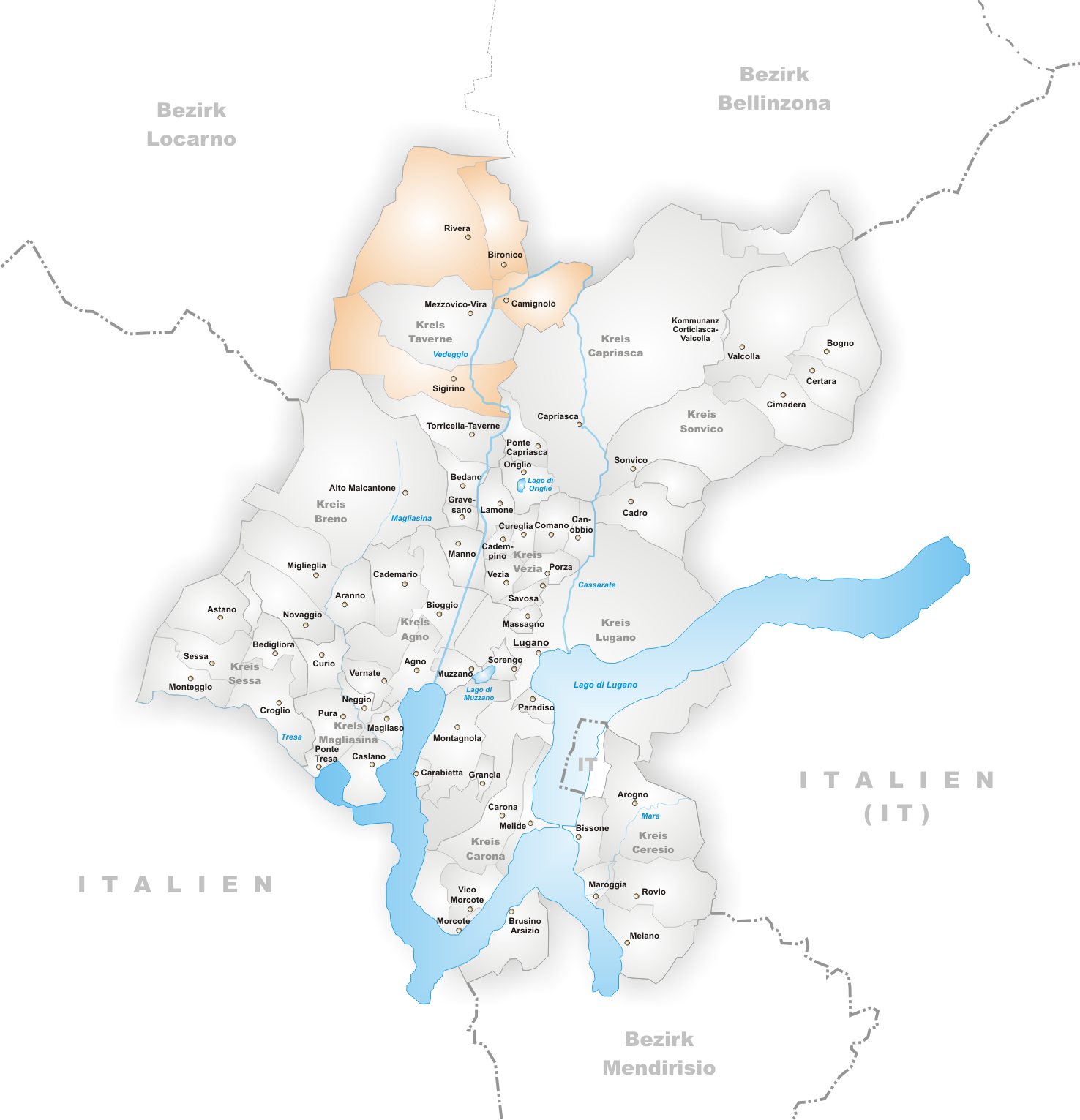
Comunas hasta 2009